# 北区立都の北学園
北区立都の北学園（きたくりつみやこのきたがくえん）は、東京都北区神谷2丁目にある公立の義務教育学校。

## 概要
- 北区は、神谷中サブファミリーを構成する神谷中学校・神谷小学校・稲田小学校を統合し、施設一体型の小中一貫校として開校する。
- 1学年から4学年までは学級担任制、5学年から7学年（中学1年生）までは移行期（ただし6学年までは一部教科担任制を採る）、8学年（中学2年生）・9学年（中学3年生）は教科担任制を採用する。

## 沿革
- 2019年（令和元年）9月11日 - 北区は、校名を「(仮称)北区立都の北学園」と決定。なお、「(仮称)」が取れるのは、小中一貫校の住所等が決まったのち、区議会の議決を経てからとなる[1]。
- 2021年（令和3年）5月21日 - 校舎建設工事着工[2]。
- 2023年（令和5年）12月 - 校舎完成[3][2]。
- 2024年（令和6年）
  - 2月3日 - この日と翌日の2日間、新校舎内覧会開催[4]。
  - 4月1日 - 開校[5]。
  - 4月5日 - 在校生のプレ登校実施[6]。
  - 4月8日 - 開校・始業と第1回入学の各式典挙行[6]。
  - 4月9日 - 後期課程進級式（中学校入学式相当）挙行[6]。
- 2025年（令和7年）
  - 3月19日 - 第1回後期課程卒業式挙行[6]。
  - 3月24日 - 第1回前期課程修了式（小学校卒業式相当）挙行[6]。
  - 3月25日 - 修了式挙行[6]。

## 教育目標（学級目標）
週や月でそれぞれ別の目標が変わります。
学級目標は各クラスで決めていることが多いのですよ。

## 通学区域
出典
- 神谷1丁目
- 神谷2丁目
- 神谷3丁目
- 赤羽南1丁目
- 赤羽南2丁目
- 東十条5丁目
- 東十条6丁目

## アクセス
2023年7月時点のデータ
- 都営バス「王57」・「王40出入」の各系統で、「北車庫前」停留所より、
  - 「のりば1」から、徒歩約460m・約7分。
    - なお、「のりば1」に停車するのは、「王57」系統・赤羽駅東口行のみ。

  - 「のりば2」から、徒歩約490m・約8分。
- 東京メトロ南北線志茂駅（出口1）から、徒歩約820m・約13分。

## 学校周辺
2023年7月時点のもの
- 北区立運動公園
- 都営神谷町三丁目第二アパート
- 都営神谷町三丁目第三アパート
  - このほか、シティハウス赤羽南パークサイドコートなど、民営のマンション・アパートも点在する。
- 北区立神谷公園
- 北区役所神谷区民センター
- 大日本印刷王子工場
- （株）DNPエスピーイノベーション